# Willi Altig

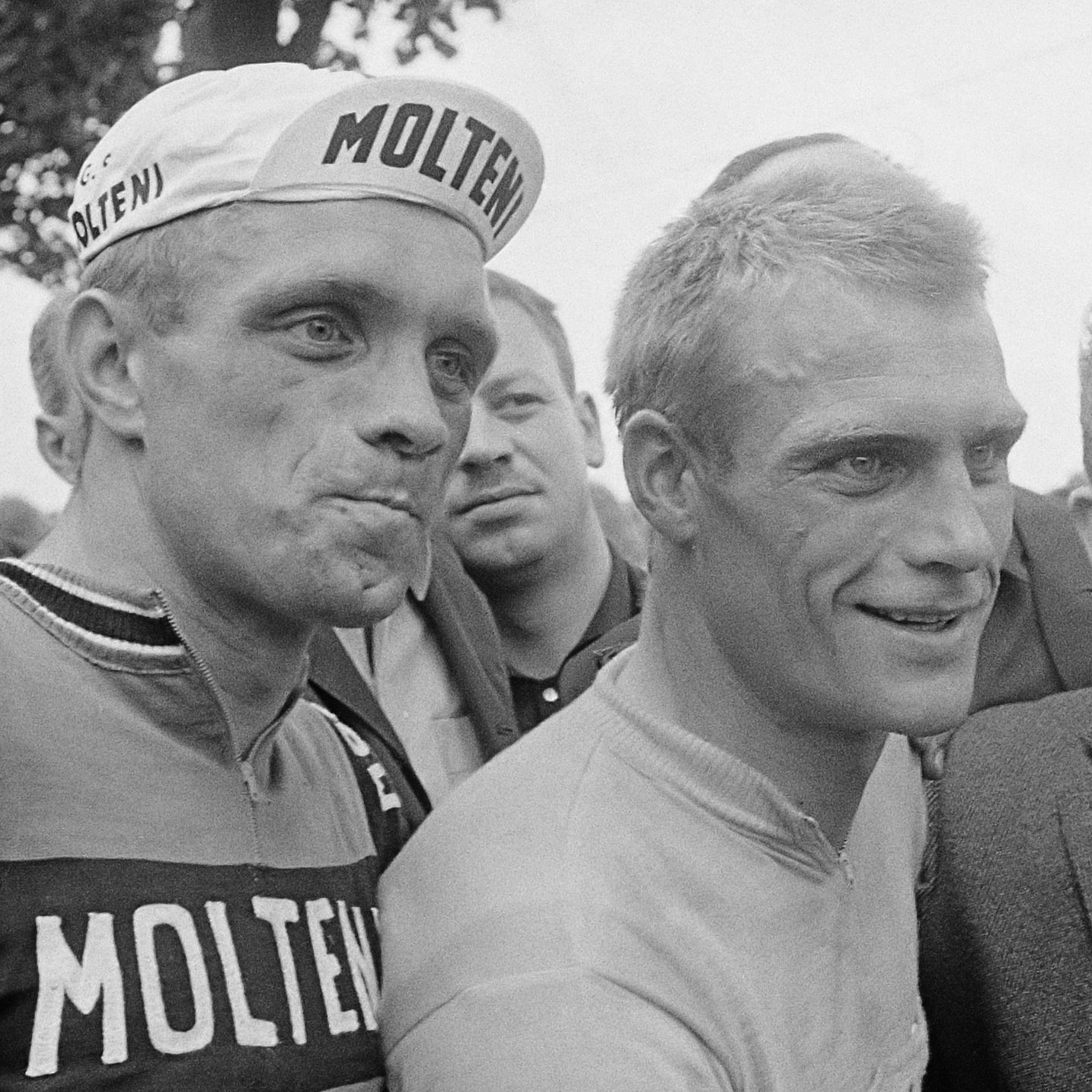
Willi und Rudi Altig (1966)

Willi Altig (* 17. Januar 1935 in Mannheim) ist ein ehemaliger deutscher Profi-Radrennfahrer.

## Sportliche Laufbahn
Willi Altig war seit 1949 beim RRC Endspurt Mannheim aktiv. In seiner Karriere als Radfahrer wurde er fünfmal deutscher Meister und war in den 1950er Jahren zusammen mit seinem Bruder Rudi Altig im Zweier-Mannschaftsfahren und im Bahnvierer eine Attraktion auf den Radrennbahnen in Deutschland. Ihre Dynamik und kraftvolle Fahrweise brachte den Brüdern den Spitznamen „Die Ochsen“ ein.
Von 1960 bis 1967 war er Profirennfahrer. Seinen größten Erfolg feierte er 1964 mit dem Gewinn der Schlussetappe des Giro d’Italia. 1960 und 1966 nahm er an der Tour de France teil.

## Berufliches und Ehrungen
Nach dem Ende seiner Profilaufbahn war Altig Pächter einer Tankstelle und Versicherungsvertreter, ehe er 1969 von Karl Ziegler ein Fahrradgeschäft in Mannheim-Neckarstadt übernahm. 1987 war er gemeinsam mit seinem Bruder Rudi Sportlicher Leiter des Radsportteams Commodore. 2002 wurde er Vorsitzender des RRC Endspurt Mannheim. Die Radrennbahn in Mannheim wurde 2012 nach ihm und seinem Bruder benannt. Im März 2017 wurde in Mannheim ein Weg nach den Gebrüdern Altig Altigweg benannt.

## Erfolge
1957
- Deutscher Amateur-Meister – Zweier-Mannschaftsfahren (mit Rudi Altig), Mannschaftsverfolgung (mit Rudi Altig, Hans Mangold und Bernd Rohr)

1958
- Deutscher Amateur-Meister – Mannschaftsverfolgung (mit Hans Mangold, Karlheinz Karg und Heinz Nawratil)

1959
- Deutscher Amateur-Meister – Zweier-Mannschaftsfahren (mit Rudi Altig), Mannschaftsverfolgung (mit Rudi Altig, Hans Mangold und Dieter Wagner)

1964
- eine Etappe Giro d’Italia